# Хотеичи
Хоте́ичи — село в Московской области России.
Село входит в Орехово-Зуевский городской округ. Название села, предположительно, произошло от некалендарного личного имени Хотей. Население — 694 чел. (2010).

## География
Село находится в исторической местности Гуслицы. Село расположено на берегу реки Нерской, прямо по трассе Егорьевск-Москва. Современные Хотеичи находятся в 35 км к югу от центра города Орехово-Зуево. К селу Хотеичи подходит Казанская линия московской железной дороги. Ближайший железнодорожный пункт — платформа Подосинки — расположен в 8 км от села. Соседние населенные пункты — деревни Алексеевская и Лашино.. Село Хотеичи расположено на Егорьевском шоссе примерно в 35 км к югу от центра города Орехово-Зуево. Ближайшие населённые пункты — деревни Лашино и Алексеевская.

## История
Впервые упоминается в писцовых книгах 1631—1633 годов как село Хотеевичи, начиная с конца XIX века значится в документах как дворцовое село Хотеичи Замосковской части Московского уезда. С конца XVIII века село Хотеичи известно на всю Россию своим уникальным гребённым производством. Здесь проводился полный цикл производства: от первичной обработки рогов до окончательной отделки готовых гребней. Спрос на эту продукцию был всегда высоким и на протяжении многих десятилетий Хотеичские гребни продавались на территории всей страны. Помимо гребенного производства на территории сельского поселения издавна широкое распространение получило хмелеводство..
В XIX веке село Хотеичи входило в состав Ильинской волости Богородского уезда Московской губернии. В 1899 году в селе проживало 2754 человек, была земская школа.
В 1811 году начато строительство ныне существующей каменной церкви с главным престолом — во имя святой Троицы, южным — Благовещения и северным — Святителя Николая Мирликийского. Из-за Отечественной войны 1812 года строительство было приостановлено. Освящение храма Троицы Живоначальной состоялось только в 1823 году.
В1823 г. в селе построили каменную трехпрестольную церковь с главным престолом — во имя святой Троицы, предел на правой стороне во имя Благовещения Пресвятой Богородицы, на левой стороне во имя Святого Великомученика Никиты. . Храм построен в стиле классицизм.
Троицкий храм в селе Хотеичи был закрыт 7 января 1939 года. По закрытии он стоял несколько лет невостребованным. Затем местные власти стали использовать его в качестве подсобных помещений колхоза. В колокольне был устроен склад солярки, и гусеничные тракторы заезжали внутрь колокольни для заправки. Главная часть храма была занята элеватором, а в трапезной устроили склад удобрений. Использование храма под складские помещения продолжалось до начала восьмидесятых годов, а когда колхоз упразднили, храм оставили.
В июне 1995 года были восстановлены своды трапезной, все крыши, шесть куполов храма, внешняя часть храма оштукатурена, восстановлены, застеклены оконные проёмы, оштукатурены и покрашены грунтом под живопись внутренняя часть колокольни. Служение Божественной Литургии началось 4 декабря 1995 года. ..
В 2006-2018 гг. входило в состав сельского поселения Соболевское, в 2018-2019 гг. в городском округе Ликино-Дулёво.

## Название
Существует версия, что имя села происходит от слов «халдеи», «халдеичи» в значении «колдуны». В древности здесь жили представители народа меря, которые занимались волхованием.

## Хотеичи в литературе
В. Ленин в свой работе «Развитие капитализма в России» приводит процесс хотеического кустарного производства гребней как пример капиталистической формы производства, основанной на ручном труде. Ленин отмечал не только тяжелые условия труда, но и тот факт, что рабочий день у хотеических мастеров длился более четырнадцати часов..

## Промышленность и предпринимательство
На протяжении XIX и XX столетий Хотеичи славились специфическим для этих мест родом деятельности населения, изготовлением роговых гребней. Этот вид промысла был распространен исключительно в Хотеичах, во всех прочих близлежащих селах развивалось ткацкое дело.
«выделкою гребней занимаются здесь и стар, и млад, исключая женщин, которым эта тяжелая и нечистоплотная работа совсем не с руки. Фабрикация гребней до последнего времени давала хороший заработок: взрослые работники получали 1 рубль и 1 рубль 20 копеек в сутки, дети и подростки — 50-60 копеек. Теперь промышленность эта, под влиянием всеобщего застоя в делах, также завяла».

## Население
Согласно Всероссийской переписи, в 2002 году в селе проживало 719 человек (318 мужчин и 401 женщина); преобладающая национальность — русские (98 %). По данным на 2005 год в селе проживал 821 человек.
| 1926 | 2002 | 2006 | 2010 |
| ---- | ---- | ---- | ---- |
| 2390 | ↘719 | ↗821 | ↘694 |